# مرفأ جاكارتا
مرفأ جاكارتا (بالإنجليزية: Port of Jakarta)‏ هي منطقة سكنية تقع في إندونيسيا في جاكارتا.
وتتم إدارة الميناء من قبل شركة موانئ دبي العالمية المملوكة لدولة الإمارات العربية المتحدة